# Samantha Edwards
Samantha Edwards (ur. 14 stycznia 1990) – lekkoatletka z Antigui i Barbudy specjalizująca się w biegach sprinterskich. Do 2013 roku reprezentowała Stany Zjednoczone.
Uczestniczka mistrzostw Ameryki Środkowej i Karaibów w Morelii (2013). Bez powodzenia startowała na igrzyskach Wspólnoty Narodów (2014) i na czempionacie NACAC (2015). W 2016 osiągnęła półfinał biegu na 400 metrów podczas halowych mistrzostw świata w Portland.
Medalistka mistrzostw II dywizji NCAA.

## Osiągnięcia
| Rok  | Impreza                                  | Miejsce  | Konkurencja        | Lokata     | Wynik |
| ---- | ---------------------------------------- | -------- | ------------------ | ---------- | ----- |
| 2013 | Mistrzostwa Ameryki Środkowej i Karaibów | Morelia  | bieg na 400 metrów | eliminacje | 54,44 |
| 2014 | Halowe mistrzostwa świata                | Sopot    | bieg na 400 metrów | eliminacje | 54,74 |
| 2014 | Igrzyska Wspólnoty Narodów               | Glasgow  | bieg na 400 metrów | eliminacje | 55,57 |
| 2015 | Mistrzostwa NACAC                        | San José | bieg na 200 metrów | eliminacje | 24,20 |
| 2015 | Mistrzostwa NACAC                        | San José | bieg na 400 metrów | eliminacje | 53,55 |
| 2016 | Halowe mistrzostwa świata                | Portland | bieg na 400 metrów | półfinał   | 54,67 |

## Rekordy życiowe
- Bieg na 60 metrów (hala) – 7,56 (2014)
- Bieg na 100 metrów – 11,79 (2012)
- Bieg na 200 metrów (stadion) – 23,59 (2015)
- Bieg na 200 metrów (hala) – 23,94 (2014) były rekord Antigui i Barbudy
- Bieg na 400 metrów – 52,15 (2012)
- Bieg na 400 metrów (hala) – 53,01 (2016) rekord Antigui i Barbudy